# Valérie Plante
Valérie Plante (Rouyn-Noranda, 14 giugno 1974) è una politica canadese, sindaca di Montréal ed ex officio presidente della Comunità metropolitana di Montréal (CMM) dal 16 novembre 2017, succedendo a Denis Coderre. Eletta al consiglio comunale di Montréal alle elezioni del 2013 fra le fila di Project Montréal, è diventata capo del partito il 4 dicembre 2016.

## Biografia
Valerie Plante nasce a Rouyn-Noranda, nella regione di Abitibi-Témiscamingue. Lascia la città anatale all'età di 15 anni, recandosi a North Bay per imparare l'inglese. In seguito raggiunge sua madre a Trois-Rivières. È sposata con l'economista Pierre-Antoine Harvey e ha due figli.

## Carriera politica

### Formazione
Valérie Plante si trasferisce a Montréal per seguire gli studi in antropologia all'Università di Montréal. In seguito segue i suoi studi con un certificato di intervento in ambito multietnico presso la Facoltà di Educazione Permanente dell'Università di Montreal (1998) e un master in museologia presso la Facoltà di Arti e Scienze dell'Università di Montreal (2001). Si impegna nella lotta contro le disuguaglianze sociali sul terreno e poi in politica. Il suo percorso professionale la mette in contatto con i settori culturali (tra cui il Festival internazionale di nuove danze di Montreal), diverse istituzioni museali, comunitarie (Fondation Filles d'action) e sindacali cittadine, dove opera come coordinatrice di progetto e di comunicazione.
Valerie Plante è membro del consiglio di amministrazione dell'Istituto Broadbent dal 2014.

### Consigliera comunale
Valérie Plante siede nel consiglio comunale di Montreal dove svolge le funzioni di portavoce dell'opposizione ufficiale in materia di centro città, turismo e questioni femminili. È anche vicepresidente del consiglio comunale. Siede anche nel consiglio distrettuale di Ville-Marie, dove è sindaca supplente. Candidata alle elezioni comunali del 2013, è eletta consigliera del distretto Sainte-Marie dell'arrondissement Ville-Marie ricevendo il 32,95 % dei voti espressi contro il 29,52 % della sua rivale più vicina, benché data per favorita, l'ex ministra provinciale Louise Harel.

### Sindaco di Montreal
Nell'autunno 2016, Valérie Plante è candidata alla direzione di Project Montréal contro Guillaume Lavoie e François Limoges. Dopo l'addio al partito del fondatore Richard Bergeron nel 2013, Luc Ferrandez viene indicato cone capo ad interim di Project Montréal, ma annuncia che non si candiderà alla direzione della formazione politica.
La campagna di Valérie Plante viene lanciata il 20 settembre 2016 con il motto «Montreal fino alla fine! ». Si concentrava sulla lotta alle disuguaglianze sociali che dividono i cittadini di Montreal, impegnandosi in particolare a fissare uno stipendio minimo di 15 CA$ all'ora per tutti gli impiegati contrattuali e subcontrattuali della città. François Limoges abbandona la corsa alla direzione Plante riceve l'appoggio del capo interinale Luc Ferrandez, della consigliera Marie Plourde e dell'ex presidente (2011-2016) di Project Montréal Michel Camus.
Il 4 dicembre 2016, Valérie Plante viene eletta alla direzione di Projet Montréal, vincendo la corsa alla direzione del partito con il 51,9 % del voto contrario al consigliere Guillaume Lavoie e diventa capo ufficiale dell'opposizione. Sarà la candidata di Project Montréal per il municipio di Montréal alle elezioni di novembre nel 2017. È stata eletta sindaca della città di Montréal il 5 novembre 2017, battendo l'uscente Denis Coderre. Nella campagna elettorale presenta il progetto di una nuova linea di metropolitana, la linea rosa, che collegherebbe Montreal-Nord a Lachine.
Appena preso il potere, l'amministrazione Plante scopre un buco di 358 milioni di dollari nelle finanze della città. Così l'amministrazione decide di mettere ordine nelle finanze cittadine senza intaccare i servizi ai suoi abitanti, tuttavia l'amministrazione deposita un preventivo contenente gli aumenti delle tasse oltre inflazione, ciò che si era decisa di non attuare. Vengono inoltre discussi i costi di un'eventuale linea rosa.